# Bezpieczeństwo socjalne
Bezpieczeństwo socjalne – państwowa gwarancja zaspokojenia potrzeb społecznych jednostki lub grupy społecznej spowodowanych ryzykiem socjalnym, np. bezrobociem, niepełnosprawnością, biedą, zdarzeniami losowymi. Realizacja celów bezpieczeństwa socjalnego jest możliwa dzięki różnorodnym narzędziom socjalnym, prawnym i instytucjonalnym – np. poprzez ubezpieczenia społeczne, ochronę zdrowia, system pomocy społecznej, rehabilitację inwalidów itp.
Bezpieczeństwo socjalne rozpatrujemy w aspektach:
- materialnym, czyli zapewnienie obywatelom niezbędnych do życia środków, poprzez danie im pracy lub świadczenia socjalnego, zapewnienia ochrony zdrowia, edukacji itp.
- społecznym, czyli zapewnienie ładu społecznego poprzez spójny system praw na wypadek trudnej sytuacji życiowej obywateli oraz w razie zagrożenia ich życia.